# Polyrhachis cleophanes
Polyrhachis cleophanes är en myrart som beskrevs av Smith 1861. Polyrhachis cleophanes ingår i släktet Polyrhachis och familjen myror. Inga underarter finns listade i Catalogue of Life.